# Judith C. Brown
Pour les articles homonymes, voir Brown.
Judith C. Brown est une historienne américaine.

## Biographie
Judith C. Brown est historienne à l'université américaine de Stanford.

## Œuvre

### Livres d'histoire
- 1982 : In the Shadow of Florence - Provincial Society in Renaissance Pescia, Oxford University Press
- 1986 : Immodest Acts - The life of a lesbian nun in Renaissance Italy, Oxford University Press,  (ISBN 0-19-504225-5)
  - 1987 : Sœur Benedetta, entre sainte et lesbienne, traduit par Louis Évrard -  (ISBN 978-2070710768)[1]

## Adaptations

### Au cinéma
- 2019 : Benedetta, film français réalisé par Paul Verhoeven, avec Virginie Efira[2]